# Cabera bistriaria
Cabera bistriaria är en fjärilsart som beskrevs av Meves 1914. Cabera bistriaria ingår i släktet Cabera och familjen mätare. Inga underarter finns listade i Catalogue of Life.